# Karel Satoria
Karel Satoria (* 26. dubna 1953 Křižanov) je český římskokatolický kněz, který v letech 1990 až 1992 působil jako generální vikář brněnské diecéze. Od roku 1992 je členem Řádu cisterciáků přísné observance. Působil jako administrátor v Dobříši, od července 2017 je tutorem duchovní formace pro kandidáty trvalého jáhenství v pražské arcidiecézi a kaplanem na Vyšší odborné škole publicistiky.

## Život
Narodil se jako nejmladší ze čtyř dětí ve věřící rodině, která byla po roce 1948 postižena pronásledováním ze strany komunistického režimu. Díky politickému uvolnění se mu však v roce 1968 podařilo dostat na gymnázium ve Velkém Meziříčí, po jehož absolvování roku 1972 začal studovat Cyrilometodějskou bohosloveckou fakultu v Litoměřicích. V letech 1975 až 1977 absolvoval základní vojenskou službu, během níž na sebe upozornil mimo jiné neúčastí ve volbách v roce 1976. Po skončení základní vojenské služby dokončil svá studia teologie a v roce 1978 byl vysvěcen na kněze.
V letech 1978–1982 působil jako farní vikář v Letovicích a v letech 1982–1990 jako duchovní správce ve Vrbici u Břeclavi. Jak se později dověděl, k 30. listopadu 1986 mu byl odebrán státní souhlas k výkonu duchovenské činnosti, ale protože mu to nikdo neoznámil, byl jako kněz činný i nadále. Přitom šířil informace o Chartě 77 a účastnil se akcí brněnského disentu, za což byl režimem stíhán.

### Generálním vikářem
Po roce 1989 chtěl vstoupit do kláštera, avšak v květnu 1990 přijal funkci generálního vikáře brněnské diecéze, ve které setrval do roku 1992. Jako generální vikář se snažil zvrátit stav, kdy od doby normalizace působili v mnoha živých farnostech duchovní správcové loajální ke komunistickému režimu, zatímco dřívějšímu režimu nepohodlní kněží zůstávali v málo aktivních či v odlehlých farnostech, takže si přesuny kněží v rámci brněnské diecéze nadělal řadu nepřátel.

### Deset let v trapistickém klášteře
V roce 1992 vstoupil do Řádu cisterciáků přísné observance, přijal řeholní jméno Martin a následujících deset let strávil v klášteře Sept Fons ve střední Francii. „Nepovažuji život trapistů, tak jak jsem ho poznal, za bezcenný, jistě nabízí velmi kvalitně naplněné dny a je pro mnohé požehnáním, nemohu se ale zbavit dojmu obrovských rezerv," uvedl Satoria.

### Po návratu do ČR
Po návratu do České republiky v roce 2002 vedl výstavbu kláštera Nový Dvůr, po jehož dokončení se odstěhoval na bývalou faru z konce 18. století v Kostelní Myslové, kterou spolu s několika dalšími lidmi postupně opravoval. Od 1. října 2011 do 30. června 2017 byl administrátorem v Dobříši a administrátorem excurrendo ve farnosti Svaté Pole. Poté se stal tutorem duchovní formace pro kandidáty trvalého jáhenství v pražské arcidiecézi a kaplanem na Vyšší odborné škole publicistiky.

## Mediální působení
Na TV Noe vedl s Markem Váchou diskusní pořad Jde o život (9 dílů), podle jimi vedeného knižního rozhovoru Život je sacra zajímavej. Na něj navázalo diskusní pásmo Na druhý pohled (9 dílů). Poté Satoria vedl rozhovory s různými hosty v pořadu Bez tebe to nejde.

## Citáty
| „               | Za ateistu nepovažuji toho, kdo nemá problém s uznáním lásky jako své jediné konstruktivní síly. Kdo se jí začne zabývat, je jakožto ateista ztracen. | “ |
| — Karel Satoria | |   |

## Dílo
- Život je sacra zajímavej, knižní rozhovor vedený Markem Váchou, Cesta Brno, 2013, ISBN 978-80-7295-164-2
- Povoláním člověk, Cesta Brno, 2015, ISBN 978-80-7295-196-3